# 안산 나들목
안산 나들목(Ansan IC)은 경기도 안산시 상록구 양상동에 설치된 영동고속도로의 5번 교차로이다. 건설 당시에는 양상 나들목이라는 가칭으로 불렸다.

## 연혁
- 1992년 12월 1일 : 양상 나들목 건설을 위해 경기도 안산시 양상동 700m 구간 도로구역 결정[1]
- 1994년 7월 7일 : 서해안고속도로 능해 ~ 안산 구간 개통과 함께 영업 개시[2]
- 1998년 8월 6일 : 2001년 12월까지 나들목 이설 및 요금소 설치를 위해 경기도 안산시 양상동 1.5km 구간을 안산시 양상동 ~ 화정동 1.5km로 도로구역 변경[3]
- 2001년 5월 3일 : 요금 수납 방식이 개방식에서 폐쇄식으로 변경되어 나들목에 요금소를 설치하고 통행료 징수 개시[4]

## 구조물 정보
- 위치: 경기도 안산시 상록구 양상동
- 영업소: 경기도 안산시 상록구 오리골길 15-1 (양상동)

## 접속하는 도로
- 가루개로
- 버대길
- 간접 연결 : 국도 제42호선 (수인산업도로, 순환로 이용)

## 교통량 정보
| 요금소        | 통행량 (대/일) | 통행량 (대/일) | 통행량 (대/일) | 통행량 (대/일) | 통행량 (대/일) | 통행량 (대/일) | 통행량 (대/일) | 통행량 (대/일) | 통행량 (대/일) | 통행량 (대/일) | 각주  |
| 요금소        | 2001년         | 2002년         | 2003년         | 2004년         | 2005년         | 2006년         | 2007년         | 2008년         | 2009년         | 2010년         | 각주  |
| ------------- | -------------- | -------------- | -------------- | -------------- | -------------- | -------------- | -------------- | -------------- | -------------- | -------------- | ----- |
| 안산 (폐쇄식) | 22,532         | 23,125         | 22,436         | 21,711         | 21,736         | 20,968         | 18,945         | 18,864         | 19,407         | 19,400         | [ 5 ] |
| 요금소        | 2011년         | 2012년         | 2013년         | 2014년         | 2015년         | 2016년         | 2017년         | 2018년         | 2019년         |                | [ 5 ] |
| 안산 (폐쇄식) | 19,226         | 18,093         | 17,647         | 17,844         | 17,737         | 17,989         | 18,210         | 18,346         | 18,583         |                | [ 5 ] |